# 1963 en droit
Cet article présente les faits marquants de l'année 1963 en droit.

## Événements
- 3 mars : approbation[1] par référendum de la troisième constitution du Sénégal[2],[3],[4]. Celle-ci institue un régime présidentiel. Le poste de Premier Ministre, supprimé, sera recréé plus tard, le 26 février 1970[5]. Le 7 mars, la loi no 63-22 portant révision de la Constitution de la République[6] introduit le résultat de ce référendum dans l'ordre juridique interne sénégalais.
- 24 avril : convention de Vienne sur les relations consulaires.
- 6 mai : convention sur la réduction des cas de pluralité de nationalités et sur les obligations militaires en cas de pluralité de nationalités.
- 17 juin : la décision de justice Abington School District v. Schempp ayant trait à la religion à l'école publique est rendue par la Cour suprême des États-Unis.
- 20 décembre : début du procès de Francfort.

## Naissances
- 1er avril : Patrick Keil, magistrat français, mort en 2019 à 55 ans.